# Yahya ibn Abd-al-Màlik
Yahya ibn Abd-al-Màlik, membre de la família Banu Razín, fou el tercer i darrer sobirà de la taifa d'Albarrasí, des de l'any 1103 fins al 1104.
Fill d'Abd-al-Màlik ibn Hudhayl, a qui va succeir després de la seva mort, el 18 de maig de 1103. Va governar menys d'un any, ja que va ser deposat pels almoràvits el 6 d'abril de 1104. La seva va ser la penúltima de les taifes en ser incorporades a l'imperi magrebí.